# 拉略萨德拉内斯
拉略萨德拉内斯，是西班牙巴伦西亚自治区巴伦西亚省的一个市镇。总面积7平方公里，总人口3761人（2001年），人口密度537人/平方公里。